# Juana Millán
Juana Millán (Saragossa, ? - íd., 8 d'agost de 1550) va ser la primera dona impressora del regne d'Aragó i una de les primeres a la península ibèrica.

## Biografia
Se'n coneixen poques dades biogràfiques. Ja vídua del llaurador Lorenzo Rosel, es va casar amb l'impressor i comerciant de llibres d'origen francès Pedro Hardouin. La seva incorporació al món de la impremta respon al prototip de dona impressora que, en enviduar, continuà sola la tasca que havia dut a terme amb el seu marit. Hardouin va morir el 1536, després de ser condemnat per heretgia, i Juana Millan es va fer càrrec del taller.
El 1537 publica Hortulus passionis, que passa a ser la primera obra a Espanya en la qual una dona apareix, amb el seu nom, com a responsable en la impressió d'un llibre. En el peu d'impremta ja hi figura com a propietària del negoci, perquè hi diuː In officina que dicitur de Iuana Milliana…
Es va tornar a casar amb l'impressor d'origen sevillà Diego Hernández, que va passar a signar des d'aleshores totes les obres editades a la impremta, des de 1545 fins a la seva mort, el 1549. Després torna a aparèixer el nom de Juana Millán com a vídua de Diego Hernández en tots els impresos sortits del taller, fins a la seva defunció el 1550.

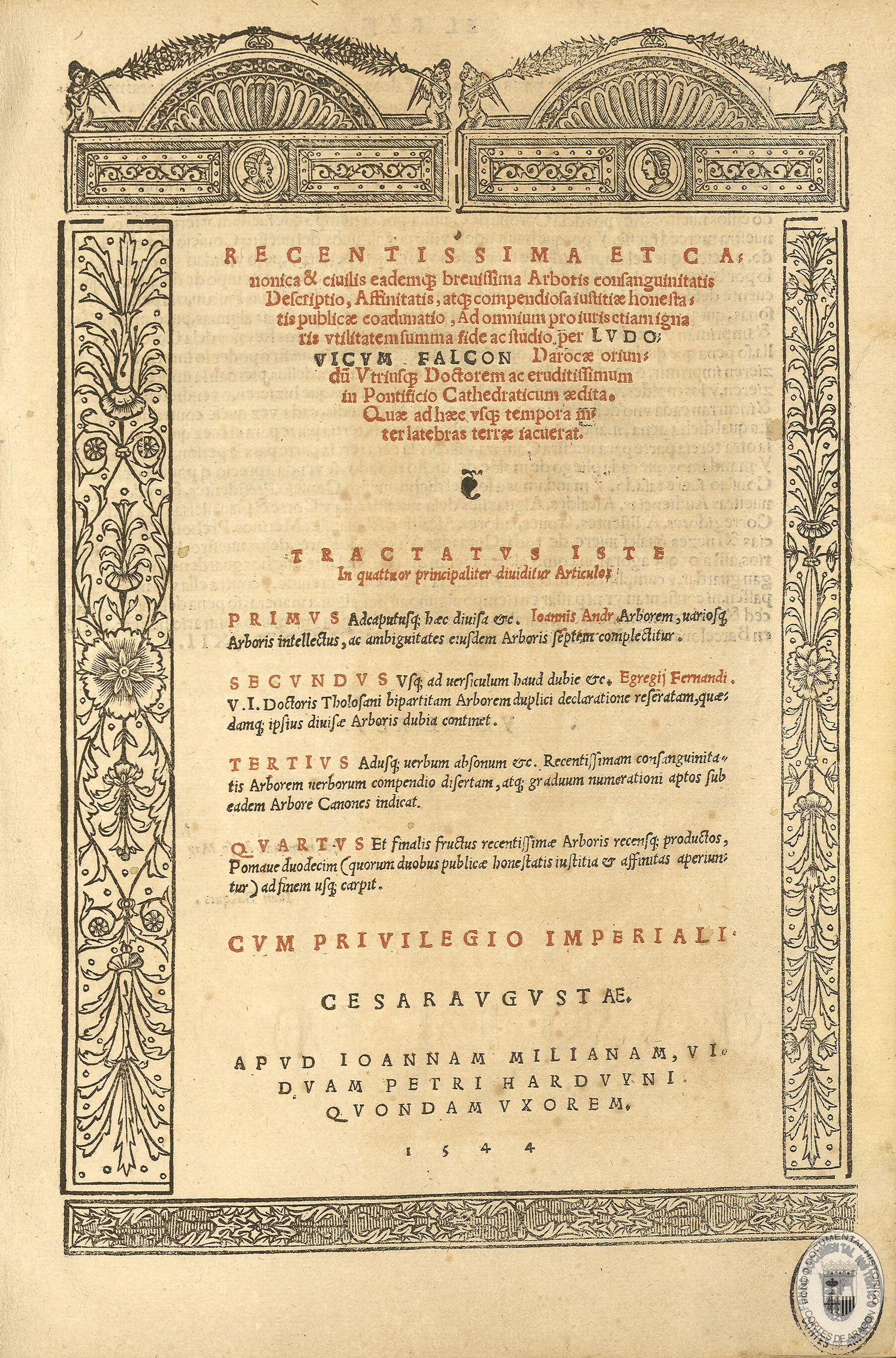
Recentissima et canonica... Saragossa: Juana Millán, 1544.

Juana Millán no va tenir descendència. Es van fer càrrec del negoci el seu germà Agustín i el fill d'aquest, Juan Millán, hereu de la impremta de la seva tia Juana, fins a 1577. A partir d'aquesta data desapareix el cognom Millán de la impremta aragonesa.
Juana Millán coneixia les lletres però no sabia escriure i sempre va ser el seu germà Agustín qui l'acompanyava i assessorava en els negocis. De la seva trajectòria podem destacar la seva capacitat per a dur endavant un negoci malgrat les adversitats de la vida, i el seu esforç per consolidar a la capital aragonesa un segon taller que va fer front al predomini exercit per l'important taller de Jorge Coci.

## Reconeixement i memòria
L'Escola d'Emprenedores Juana Millán de l'Institut de les Dones, del Ministeri d'Igualtat espanyol, porta el seu nom i concedeix uns premis anuals que reconeixen projectes empresarials, impulsats per dones, que defensin les pràctiques de l'economia social, solidària i feminista.

## Obres impreses de les quals es coneixen exemplars
- 1537 Hortulus passionis in ara altari [sic] floridus
- 1540 [La donzella Teodor]. Hystoria de la d¯ozella theodor
- 1542 Fori obseruantie Regni Aragonum / Nouiter correcti [et] impressi
- 1544 Luis Falcon. Recentissima et canonica & civilis eadenq[ue brevissima arboris consanguinitatis descriptio, affinitatis,…]
- 1549 Alonso Venero (1488-1545). Enchiridion de los tiempos - Francisco de Osuna (1492-ca.1540). Pars meridionalis, in accommodas hisce temporibus allegorias…- Pedro de Vallés (1549-1586). Libro de refranes compilado por el ord¯e del A.B.C…
- 1550 Antonio de Nebrija (1444-1522). Grammatica Antonii Nebrissensis iampridem soliciter revisa